# 林氏好
林氏好（1907年10月15日—1991年2月20日），藝名林麗美，臺南人，日治時期臺灣代表女音樂家。早年受過新式音樂教育，活躍於30年代臺灣樂壇，將臺語創作歌謠以藝術聲樂的唱法重新詮釋，是臺灣首位聲樂歌手。

## 生平

### 早年生活
1907年，林氏好出生於臺南廳；在十多歲時父親離世，由母親施卻撫養長大。後來，她在臺南太平境教會受洗並因而開始接觸音樂。1921 年畢業於臺南女子公學校後，她進入教員養成講習所就讀。後來，她曾任臺南第三公學校第二幼稚園「保姆」職務長達七年，也曾於末廣公學校擔任音樂教師，更曾被招募入臺南管絃樂團擔任第二小提琴手。
1923年7月，林氏好和盧丙丁結婚；盧丙丁是積極從事抗日民族運動的臺灣民眾黨領導人之一，婚後育有兩子盧有仁、盧文哲，後領養養女林香芸。
1927年，盧丙丁因投身反殖民運動遭臺南警察署逮捕關押，事後林氏好獨力撫養兩子，並為避免幼子受牽連而將其改姓「林」。

### 社會運動
1928年，臺南州廳當局為紀念昭和天皇登基欲將大南門外公墓廢除遷移；盧丙丁、洪石柱、莊孟侯等強力反對並四處演說，隨後，警察逮捕侯北海、莊孟侯等，林氏好遭牽連並被迫離開教職（該事件又被稱作「大南門廢棄墓園事件」）。
1931年，《台灣新民報》舉辦模擬臺灣州市議員選舉，林氏好當選為臺南市議員。
1932年，盧丙丁前往廈門躲避追緝，並從此與林氏好失去聯繫。 隨後，林氏好被學校以「不善教職」為由辭退，林氏好不久轉而投入婦女運動，參與於臺南女青年會、組織芸香吟社等團體。

### 歌唱生涯
1932年10月，林氏好從歌手招考選拔中脫穎而出，成為古侖美亞旗下台語流行音樂歌手。1932年12月27日，林氏好於臺南放送局廣播表演獨唱，為她生涯首次個人公開獨唱會。1933年，林氏好進入錄音室灌製其首張發行曲盤──〈紅鶯之鳴〉；稍後，她又錄製演唱歌曲〈一個紅蛋〉（或作〈一顆紅蛋〉）及由平埔族歌謠改編而成的《月夜愁》。1935年2月6日到2月17日間，她在嘉義公會堂、彰化公會堂、臺中公會堂、新竹公會堂與臺南公會堂等地舉辦巡迴獨唱公演。稍後墩仔腳大地震發生後，林氏好又參與義演以為受災民眾募集物資。
此間，林氏好曾前往日本向関屋敏子學習聲樂；此前，她也曾向台南神學院吳威廉牧師娘吳瑪利（Margaret Mellis Gauld）與義籍音樂家莎樂可莉學習鋼琴與聲樂。學成返臺後，她除演唱當時台灣流行歌曲外，也擔任音樂老師。
她曾長期與屏東「有忠管絃樂團」等樂團合作，並從事「南星歌舞團」的籌備及推廣工作，也曾至臺灣山區採集原住民音樂，更持續奉獻於社會關懷服務及教育工作。

### 晚年生活
戰後，林氏好長期隱居北投並從事幕後工作，創立「林是好歌舞研究所」、「林香芸舞蹈社」。
1966年前後，林氏好罹患舌癌，並因而退出樂壇。
1991年2月20日，林氏好因舌癌及糖尿病發生嚴重併發症，隨後病逝於淡水馬偕醫院。

## 演唱
1. 蔡培火《咱台灣》，林氏好原唱，古倫美亞1933年~1934年間發行。〈一個紅蛋〉
2. 〈紅鶯之鳴〉
3. 〈琴韻〉，詞曲：蔡培火
4. 〈橋上美人〉，詞：廖漢臣
5. 〈咱臺灣〉，詞曲：蔡培火
6. 〈落花流水〉，詞：盧丙丁
7. 〈啼笑姻緣〉，詞：趙櫪馬
8. 〈月下搖船〉，詞：盧丙丁

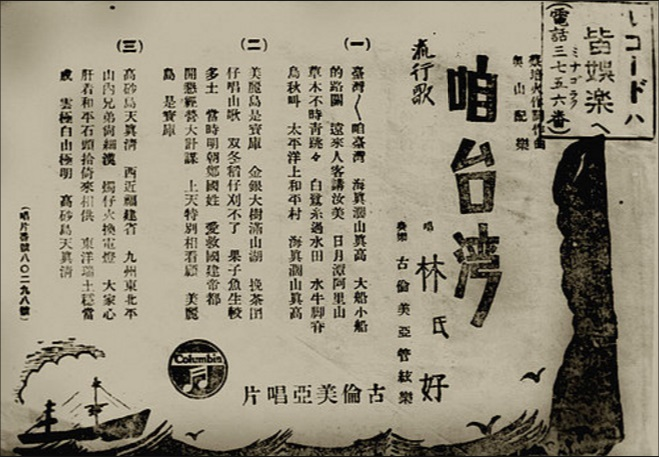
蔡培火《咱台灣》，林氏好原唱，古倫美亞1933年~1934年間發行。

9. 〈紗窓內〉，詞：守民（盧丙丁）、曲：鄭有忠
10. 〈春怨〉，詞：黃金火，曲：施澤民
11. 〈織女〉，詞：盧丙丁
12. 〈恨不當初〉，詞：趙櫪馬

## 影視形象
| 年份 | 作品          | 演員   |
| ---- | ------------- | ------ |
| 2012 | 歌謠風華-初聲 | 黃采儀 |

## 其他
根據林氏好孫子林章峯的說法，許多報導與文獻提到「林氏好在戰後改名『林是好』」的說法有誤，那其實是誤植。林章峯表示，那是在林氏好返臺後，在一次訪談時記者將她的名字聽成「林是好」，而後這個稱呼便被廣泛引用。另外林章峯也表示在林氏好的身分證上，登記的名字是「林麗梅」，這是因為林氏好返臺後向戶政人員報上的名字是她的藝名「林麗美」，卻被誤作「林麗梅」。

## 外部鏈結
- 絶世美聲- 林氏好1930年代絶版流行歌専輯- Muzikland - 樂多日誌
- 臺灣女高音林氏好（1907－1991）-臺灣女人 （页面存档备份，存于）
- 白鷺鷥音樂館---林氏好 （页面存档备份，存于）
- 查詢- 臺灣音聲一百年 （页面存档备份，存于）
- 斯土斯民-臺灣的故事---林氏好 （页面存档备份，存于）